# Cétose (affection)
Pour les articles homonymes, voir Cétose (homonymie).
 (mars 2017).
Si vous disposez d'ouvrages ou d'articles de référence ou si vous connaissez des sites web de qualité traitant du thème abordé ici, merci de compléter l'article en donnant les références utiles à sa vérifiabilité et en les liant à la section « Notes et références ».

Formule squelettique de l'acide bêta-hydroxybutyrique. Créé avec ACD/ChemSketch 10.0, Inkscape et vim.

La cétose est un état du métabolisme (pathogène chez certaines espèces) caractérisé par l'accumulation de corps cétoniques dans l'organisme, et notamment dans le sang (hypercétonémie). Dans certaines circonstances comme le diabète de type I, cet état peut aussi conduire à celui, plus dangereux, d'acidocétose.

## Médecine humaine
Les diètes faibles en glucides ont pour effet de maintenir un faible taux d'insuline et un taux élevé de glucagon. Si peu de glucides sont consommés pendant une période de quelques jours consécutifs, ce ratio insuline/glucagon aura pour effet d'induire l'état de cétose. Cet état métabolique est caractérisé par la synthèse de corps cétoniques par le foie et leur utilisation comme source d'énergie, à la place du glucose, par les principaux organes (notamment le système nerveux central).
On peut représenter l'état de cétose par un modèle à deux sites :
1. La cellule adipeuse. Le faible taux d'insuline provoque la dégradation des triglycérides stockés et la libération, dans le flux sanguin, d'acides gras.
2. Le foie. Le taux élevé de glucagon provoque la libération du glycogène stocké dans le foie, lequel vient rapidement à manquer. Par la suite, le foie utilise les acides gras abondants dans le flux sanguin pour synthétiser des corps cétoniques.

Les utilisateurs des diètes faibles en glucides affirment que ces dernières se comparent avantageusement aux diètes hypocaloriques en ce que le poids perdu l'est davantage sous forme de masse graisseuse que sous forme de tissu maigre. Cette affirmation se fonde sur le fait que les organes utiliseront les corps cétoniques comme source d'énergie et que ces corps cétoniques sont synthétisés à partir d'acides gras provenant du tissu adipeux.
L'acidocétose, quant à elle, est un état qui réfère à une accumulation excessive de corps cétoniques dans le sang, ce qui a pour effet de déséquilibrer le pH sanguin. Cet état critique et dangereux se produit majoritairement chez les diabétiques de type I et dans de rares cas chez les  diabétiques de type II. Généralement une phase de cétose sans acidose de 2 à 3 jours précède l'acidocétose.

## Médecine vétérinaire

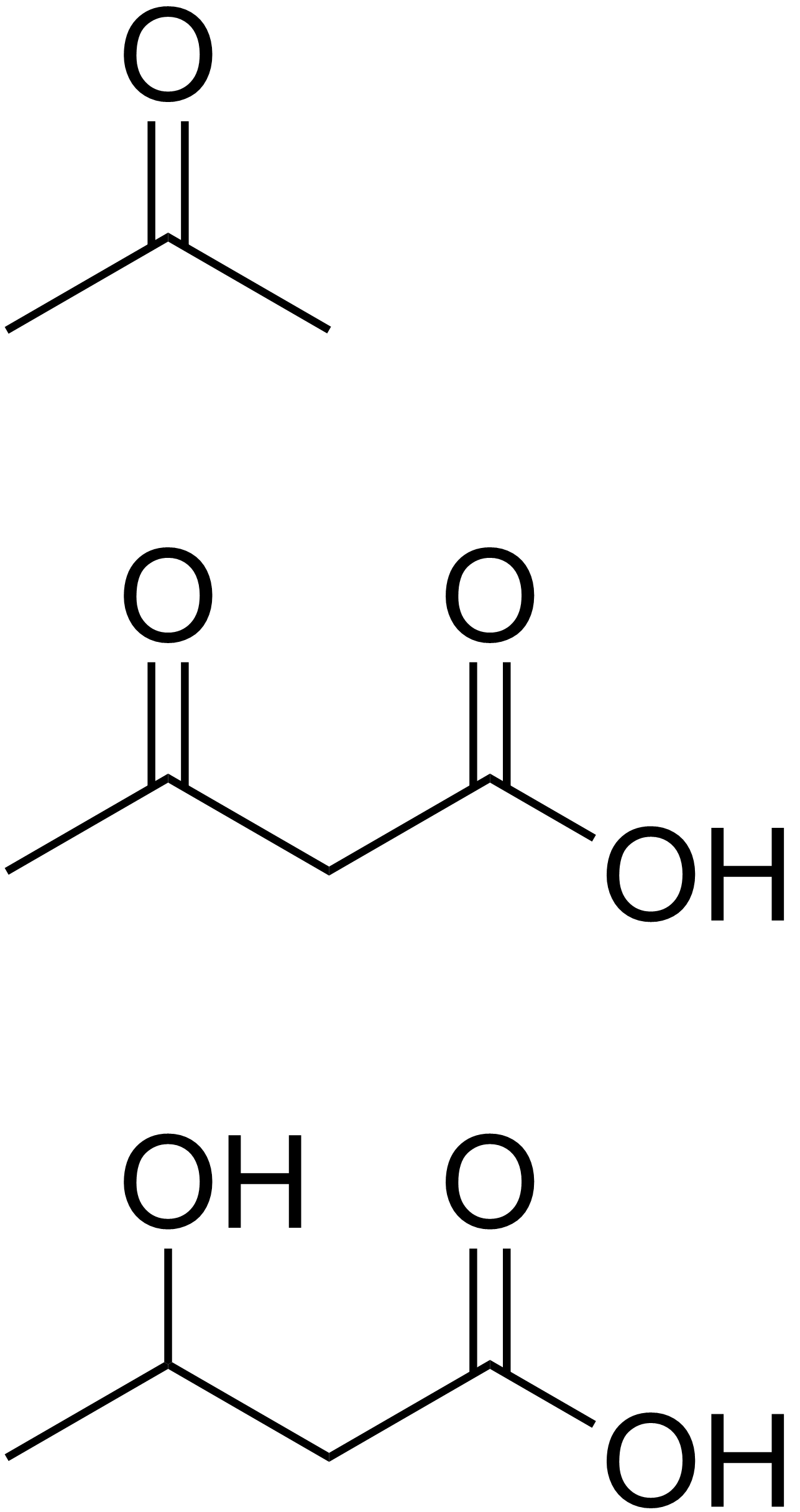
Les structures chimiques de divers corps cétoniques - acétone, acide acétoacétique et acide bêta-hydroxybutyrique.

Les cétoses sont des affections courantes chez les vaches laitières. On différencie les cétoses de type 1 qui relèvent d'un défaut d'apport énergétique, des cétoses de type 2 qui sont des complications de stéatoses hépatiques. 

### Cétoses de type 1

#### Cétose primitive de la vache laitière
Cette affection touche principalement les vaches laitières hautes productrices lorsqu'elles sont au pic de leur lactation, une période où leurs besoins énergétiques sont très élevés mais où les éleveurs évitent d'enrichir la ration par risque d'acidose ruminale. Leurs apports alimentaires sont déficients en précurseurs du glucose, ce qui diminue la production d'acide propionique dans le rumen et donc la néoglucogenèse hépatique. Le glucose est prioritairement utilisé pour la synthèse du lactose du lait, aux dépens des besoins de la vache, qui se retrouve alors en hypoglycémie. Il s'ensuit une mobilisation des réserves adipeuses, par lipolyse, permettant une compensation partielle de cette baisse d'apport énergétique, et qui produit notamment de l'acétyl-coenzyme A. Le manque de glucose entraînant aussi un manque d'oxaloacétate, il empêche l'acétyl-coenzyme A de rentrer dans le cycle de Krebs, qui est alors transformé en corps cétoniques, qui s'accumulent dans le sang, provoquant l'état de cétose.
La forme clinique la plus courante et une forme dite "en hypo", avec baisse de l'appétit, baisse de la production laitière, inrumination, constipation, amaigrissement, hypoesthésie, amaurose, parésie et ataxie. Une forme dite "en hyper" est possible mais plus rare, elle se caractérise par des symptômes généraux semblables, mais des symptômes nerveux opposés : marche en cercle, hyperesthésie, agressivité, fasciculations musculaires et salivation.
Elle se traite par une glucothérapie massive en perfusion IV ou par l'apport per os de précurseurs du glucose (propionate de sodium, propylène glycol, glycérol).

### Cétose de type 2
Cette affection est une complication d'une stéatose hépatique sévère entraînant une incapacité du foie à assurer la néoglucogenèse à partir des précurseurs du glucose de l'alimentation. Elle touche les vaches laitières pendant leur première semaine de lactation, lorsqu'elles étaient trop grasses lors de leur vêlage. Cet état d'embonpoint maximise les effets de la mobilisation des réserves adipeuses qui survient pour compenser le léger déficit énergétique. Celle-ci est telle qu'elle entraîne une stéatose du foie, qui est alors incapable de réaliser la néoglucogenèse, même en présence de précurseurs du glucose. L'acétyl-coenzyme A ne pouvant rentrer dans le cycle de Krebs à cause d'un léger manque de glucose, il est là aussi converti en corps cétoniques, qui s'accumulent et provoquent l'état de cétose. L'hypercétonémie est cependant modérée dans ce cas, et la glycémie est généralement normale.
La vache présente alors une forme "en hypo" marquée, pouvant aller jusqu'au décubitus comateux, par encéphalose hépatique.
Elle se traite par une glucothérapie massive en perfusion IV uniquement, l'apport de précurseurs du glucose étant inutile, le foie n'étant pas fonctionnel. La stéatose hépatique est quant à elle difficilement traitable, des facteurs anti-lipolytiques (vitamine B3), lipotropes (choline, méthionine) ou favorisant le catabolisme des acides gras libres (carnitine) sont parfois utilisés, mais le pronostic est en général réservé.

## Diète cétogène
Cet état du métabolisme est exploité dans un régime appelé diète cétogène.